# Sloatsburg
Sloatsburg är en ort (village) i Ramapo kommun i Rockland County i delstaten New York. Vid 2020 års folkräkning hade Sloatsburg 3 036 invånare.